# 다카이촌 (이바라키현)
다카이촌(高井村)은 이바라키현 기타소마군에 일찍이 존재했던 촌이다. 현재의 도리데시 서부, 모리야시 동부에 해당한다.

## 역사
- 1889년 4월 1일 - 정촌제 시행에 수반해 기타소마군 다카이촌이 성립하였다.
- 1955년 2월 15일 - 도리데정, 오몬마촌 이나토이촌, 데라하라촌의 분립과 함께 합병해 새로운 도리데정이 되어 소멸하였고, 잔부는 모리야정에 편입되었다.